# 덴데라 백반
덴데라 백반(Dendera Facula)은 목성의 위성인 가니메데에 존재하는 흰 반점 모양의 지형이다. 길이는 114km이다. 현재는 IAU에서 지정한 지질학적 모양에서 등재가 취소되었고 덴데라 충돌구로 이름이 바뀌었다.